# Reg Pollard (personnalité politique)
Ne pas confondre avec le militaire australien Reg Pollard (1903-1978).
Reginald Thomas Pollard, né le 31 octobre 1894 et mort le 24 août 1981, est un homme politique australien. Membre du Parti travailliste australien (ALP), il siège à l'Assemblée législative de Victoria (1924-1932) et à la Chambre des représentants (1937-1966). Il est ministre du Commerce et de l'Agriculture (1946-1949) dans le gouvernement Chifley

## Biographie

### Jeunesse
Reg Pollard naît à Castlemaine, Victoria et étudie à la Woodend State School, à la West Melbourne Technical School et au Workingmen's College. Il travaille comme ouvrier agricole près de Werribee et, de 1912 à 1915, comme monteur à Melbourne. Pendant la Première Guerre mondiale, il sert dans la première force impériale australienne le 6e bataillon à partir d'octobre 1915 en Égypte et en France et est promu sous-lieutenant. Il est blessé en 1918 et rentre invalide chez lui. Il devient un colon soldat à Woodend en tant que producteur laitier. Il épouse Elsie Bowman Hodges en 1922 et le couple a deux fils,,.

### Politique d'État
Reg Pollard fonde la branche Woodend du parti travailliste australien. Il est élu au siège de l'Assemblée législative de Victoria à Dalhousie lors d'une élection partielle en 1924 et a représenté le siège de Bulla et Dalhousie de 1927 jusqu'à sa défaite aux élections de 1932. Il est ministre adjoint de l'agriculture de décembre 1929 à mai 1932. Il se présente sans succès aux élections fédérales de 1934 pour le siège de Gippsland aux élections de 1934 et au siège d'État de Castlemaine et Kyneton en 1935.

### Politique fédérale
Reg Pollard est élu au siège de Ballaarat de la Chambre des représentants lors des élections de 1937 et le conserve jusque élections de 1949, lorsqu'il est élu député de Lalor. Il est nommé ministre du commerce et de l'agriculture dans le second ministère Chifley en novembre 1946, mais perd son poste lors de la défaite du gouvernement Chifley aux élections de 1949. En tant que ministre, il met en place un programme visant à stabiliser le prix du blé payé aux agriculteurs. Il est battu à Lalor lors des élections de 1966. Il meurt à Gisborne.